# Kesalon
Kesalon (hebr. כסלון; oficjalna pisownia w ang. Ksalon) – izraelski moszaw położony na terenie Samorządu Regionu Matte Jehuda, w dystrykcie Jerozolimy.
Współczesny moszaw został założony w 1952 przez imigrantów z Jemenu i Rumunii. W 1955 osiedlili się tam imigranci z Turcji i Maroka. Leży w górach Judei. Jego gospodarka opiera się na rolnictwie i sadownictwie.